# Olympische Sommerspiele 1920/Teilnehmer (Australien)
| Gelbes Symbol für Goldmedaillen mit stilisierten Olympischen Ringen | Graues Symbol für Silbermedaillen mit stilisierten Olympischen Ringen | Braundes Symbol für Bronzemedaillen mit stilisierten Olympischen Ringen |
| ------------------------------------------------------------------- | --------------------------------------------------------------------- | ----------------------------------------------------------------------- |
| —                                                                   | 2                                                                     | 1                                                                       |

Australien nahm an den Olympischen Sommerspielen 1920 in Antwerpen in Belgien erstmals seit den Olympischen Spielen 1904 wieder als eigener Staat, getrennt von Neuseeland teil. Somit haben an allen Olympischen Sommerspielen australische Sportler mitgewirkt.
An diesen Spielen nahm erstmals ein australisches Geschwisterpaar teil, nämlich Frank und Lily Beaurepaire.

## Medaillengewinner

### Silber
| Name                                                          | Sportart       | Wettkampf              |
| ------------------------------------------------------------- | -------------- | ---------------------- |
| George Parker                                                 | Leichtathletik | 3000 Meter Gehen       |
| Frank Beaurepaire, Henry Hay, William Herald und Ivan Stedman | Schwimmen      | 4 × 200 Meter Freistil |

### Bronze
| Name              | Sportart  | Wettkampf           |
| ----------------- | --------- | ------------------- |
| Frank Beaurepaire | Schwimmen | 1500 Meter Freistil |

## Teilnehmer nach Sportarten

### Leichtathletik
- Sinton Hewitt
10.000 Meter: Halbfinale
Marathon: 30. Platz

- William Hunt
100 Meter: Viertelfinale
200 Meter: Viertelfinale

- Wilfred Kent-Hughes
110 Meter Hürden: Viertelfinale
400 Meter Hürden: Halbfinale

- George Parker
3000 Meter Gehen: Silber 
10.000 Meter Gehen: DSQ im Finale

### Radsport
- Gerald Halpin
Sprint: Halbfinale

- Jack King
Sprint: Vorläufe
50 Kilometer: DNF im Finale

### Schwimmen
- Frank Beaurepaire
400 Meter Freistil: Halbfinale
1500 Meter Freistil: Bronze 
4-mal-200-Meter-Staffel: Silber

- Henry Hay
100 Meter Freistil: Halbfinale
400 Meter Freistil: Viertelfinale
4-mal-200-Meter-Staffel: Silber

- William Herald
100 Meter Freistil: 4. Platz
4-mal-200-Meter-Staffel: Silber

- Keith Kirkland
100 Meter Freistil: Viertelfinale
400 Meter Freistil: Halbfinale

- Ivan Stedman
100 Meter Freistil: Halbfinale
200 Meter Brust: 5. Platz
4-mal-200-Meter-Staffel: Silber

- Lily Beaurepaire
Frauen 100 Meter Freistil: Halbfinale
Frauen 300 Meter Freistil: Halbfinale

### Tennis
- Ronald Thomas
Herren Einzel: 17. Platz